# Лив (гмина)
Лив (пол. Liw) — сельская гмина (уезд) в Польше, входит как административная единица в Венгрувский повет, Мазовецкое воеводство. Население — 7726 человек (на 2004 год).

## Демография
| Перепись                       | Всего   | Всего | Женщины | Женщины | Мужчины | Мужчины |
| ------------------------------ | ------- | ----- | ------- | ------- | ------- | ------- |
| Единицы                        | человек | %     | человек | %       | человек | %       |
| Население                      | 7726    | 100   | 3887    | 50,3    | 3839    | 49,7    |
| Плотность населения (чел./км²) | 45,6    | 45,6  | 22,9    | 22,9    | 22,6    | 22,6    |

## Сельские округа
1. Божихы
2. Ярнице
3. Ярнице-Пеньки
4. Яртыпоры
5. Крыпы
6. Лив
7. Людвинув
8. Оссолин
9. Пежхалы
10. Полазе
11. Попелюв
12. Рухна
13. Рухенка
14. Старавесь
15. Шаруты
16. Снице
17. Тоньча
18. Тоньча-Янувки
19. Витанки
20. Вышкув
21. Зайёнц
22. Завады
23. Яново
24. Куцык

## Соседние гмины
1. Гмина Беляны
2. Гмина Грембкув
3. Гмина Корытница
4. Гмина Медзна
5. Гмина Мокободы
6. Гмина Соколув-Подляски
7. Гмина Сточек
8. Венгрув
9. Гмина Вежбно